# 561.ª Divisão de Granadeiros (Alemanha)
A 561ª Divisão de Granadeiros (em alemão:561. Grenadier-Division) foi uma unidade militar que serviu no Exército alemão durante a Segunda Guerra Mundial. Foi renomeada para 561. Volksgrenadier Division no dia 9 de outubro de 1944, lutando na Polônia e no Leste da Prússia, sendo destruída em Köningsberg no mês de março de 1945.

## Comandantes
| Comandante                   | Data                                       |
| 561ª Divisão de Granadeiros  | 561ª Divisão de Granadeiros                |
| ---------------------------- | ------------------------------------------ |
| Generalmajor Walter Gorn     | 27 de julho de 1944 - 9 de outubro de 1944 |
| 561. Volksgrenadier-Division |                                            |
| Generalmajor Walter Gorn     | 9 de outubro de 1944 - 1 de março de 1945  |
| Oberst Becker                | ? de março de 1945 - ? de março de 1945    |

## Área de operações
| Frente Oriental, setor central | julho de 1944 - outubro de 1944 |
| Polônia & Prússia Oriental     | outubro de 1944 - março de 1945 |